# Championnats du monde de cyclisme sur route 1962
Navigation
Berne 1961 Renaix 1963

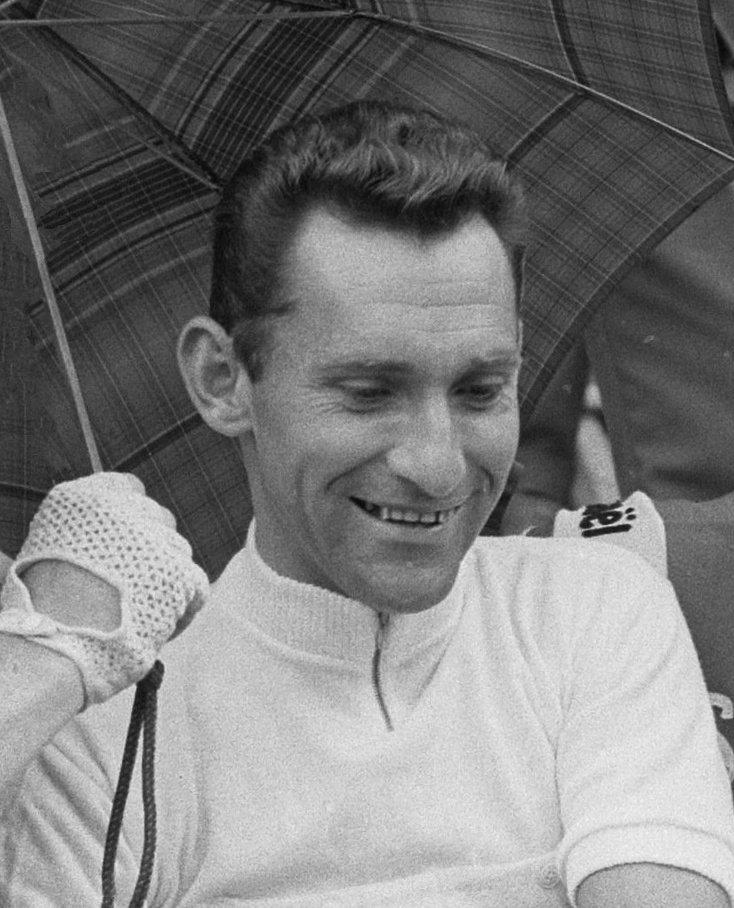
Jean Stablinski est devenu champion du monde.

Les championnats du monde de cyclisme sur route 1962 ont eu lieu du 29 août au 2 septembre 1962 à Salò et Brescia en Italie. Le championnat du monde du contre-la-montre par équipes fait son apparition.

## Déroulement
Le circuit est tracé sur 12,88 kilomètres. Les professionnels doivent le parcourir 23 fois (296 km), les amateurs 14 fois (180 km) et les femmes cinq fois (64 km). Environ 120 000 spectateurs sont présents lors de la course professionnelle sous une chaleur étouffante.
Chez les professionnels, le Français Jean Stablinski devient champion du monde avec une vitesse moyenne de 33,4 km/h et une avance de plus d'une minute, loin devant de nombreux favoris comme le champion en titre Rik Van Looy et Jacques Anquetil. 
Le vainqueur chez les amateurs, l'Italien Renato Bongioni, a également été plus qu’une surprise, ce qui a suscité l’enthousiasme sur place avec ses quelque 20 000 compatriotes. Bongioni a parcouru la course à 40,1 km/h de moyenne et s'est imposé à l'arrivée avec une avance de neuf secondes. Les coureurs de l'Allemagne de l'Est ne sont pas invités aux mondiaux, car ils n'ont pas eu les visas nécessaires.
La course féminine est dominée par les Belges qui remportent toutes les médailles. Outre la championne du monde âgée de 18 ans, Marie-Rose Gaillard, deux autres Belges sont en effet montées sur le podium.
Le 100 km contre-la-montre par équipes est tracé sur une boucle de 54 kilomètres à Brescia, à parcourir deux fois. L'Italie devient la première championne du monde dans cette discipline, forte d'une avance de deux minutes à l'arrivée sur le Danemark.

## Résultats
| Médailles :                                    | Or                                                             | Or              | Argent                                                        | Argent       | Bronze                                                                               | Bronze       |
| Épreuves masculines                            |                                                                |                 |                                                               |              |                                                                                      |              |
| Course en ligne                                | Jean Stablinski France                                         | 7 h 43 min 11 s | Seamus Elliott Irlande                                        | + 1 min 22 s | Jos Hoevenaars Belgique                                                              | + 1 min 44 s |
| Amateurs - course en ligne                     | Renato Bongioni Italie                                         | 4 h 30 min 50 s | Ole Ritter Danemark                                           | + 9 s        | Arie den Hartog Pays-Bas                                                             | + 12 s       |
| Amateurs - 100 km contre-la-montre par équipes | Italie Mario Maino Antonio Tagliani Dino Zandegù Danilo Grassi | 2 h 28 min 48 s | Danemark Ole Ritter Vagn Bangsburg Mogens Twilling Ole Kroier | + 1 min 58 s | Uruguay Rubén Etchebarne (ca) Juan José Timón (es) Vid Cencic (pt) René Pezzati (ca) | +2 min 24 s  |
| Épreuve féminine                               |                                                                |                 |                                                               |              |                                                                                      |              |
| Course en ligne                                | Marie-Rose Gaillard Belgique                                   | -               | Yvonne Reynders Belgique                                      | -            | Marie-Thérèse Naessens Belgique                                                      | -            |

## Tableau des médailles
| Rang  | Nation   | Or | Argent | Bronze | Total |
| ----- | -------- | -- | ------ | ------ | ----- |
| 1     | Italie   | 2  | 0      | 0      | 2     |
| 2     | Belgique | 1  | 1      | 2      | 4     |
| 3     | France   | 1  | 0      | 0      | 1     |
| 4     | Danemark | 0  | 2      | 0      | 2     |
| 5     | Irlande  | 0  | 1      | 0      | 1     |
| 6     | Uruguay  | 0  | 0      | 1      | 1     |
| 6     | Pays-Bas | 0  | 0      | 1      | 1     |
| Total | Total    | 4  | 4      | 4      | 12    |